# John Macon Thome
John Macon Thome (Palmyra, Pensilvania, 22 de agosto de 1843 - Córdoba, 27 de septiembre de 1908) fue un astrónomo estadounidense radicado en Argentina. Nació en Palmyra, Pensilvania, y estudió en la Universidad de Lehigh.
Luego de graduarse de ingeniero civil, en forma casi inmediata fue contratado por el Observatorio Nacional Argentino (hoy Observatorio Astronómico de Córdoba) en 1870, trabajando como asistente sénior del director Benjamin Apthorp Gould, a quien sucedió como director del observatorio en 1885.
Bajo su iniciativa el catálogo estelar Cordoba Durchmusterung comenzó a ser compilado en 1892, pero no vivió para verlo completo. Esta obra fue concluida por Charles Dillon Perrine.
En 1885, se casó con Frances A. Wall, una de las famosas "profesoras normalistas estadounidenses" de Domingo Faustino Sarmiento, que tuvieron gran influencia en el desarrollo de la enseñanza argentina. Frances Wall llegó a Córdoba en 1884 desde Catamarca, para trabajar como vicedirectora en la recién formada Escuela Normal de Maestros (hoy Escuela Normal Superior Dr. Alejandro Carbó), junto a Francis Armstrong.
Thome murió el 27 de septiembre de 1908 en Córdoba a la edad de 65 años luego de una corta enfermedad. Se halla enterrado en el Cementerio de los Disidentes del Salvador, en la ciudad de Córdoba. Fue sucedido interinamente por el ingeniero Eleodoro Sarmiento, primer director argentino del observatorio, hasta mediados de 1909, oportunidad en que asumió Charles Dillon Perrine, tercer y último director estadounidense de la institución.